# A-10-crash in Remscheid
Op 8 december 1988 stortte een A-10 Thunderbolt II gevechtsvliegtuig van de Amerikaanse luchtmacht neer in een woonwijk in de West-Duitse stad Remscheid. Het toestel stortte neer op de bovenste verdieping van een appartementencomplex. Hierbij kwamen de piloot van het vliegtuig en 6 mensen op de grond om het leven. Ook raakten er 50 mensen op de grond gewond.

## Het ongeluk
Het vliegtuig was onderdeel van het 81ste Amerikaanse tactische eskader. Deze eenheid had als thuisbasis de in Engeland gelegen vliegbasis Bentwaters, maar ten tijde van het ongeluk waren 18 A-10-toestellen gestationeerd op de West-Duitse vliegbasis Nörvenich, een zogenoemde Forward Operation Location (FOL) voor de Amerikaanse luchtmacht. Aan het eind van november waren deze toestellen voor oefeningen naar Duitsland gekomen. 
Het ongeluk vond plaats tijdens een vliegoefening op lage hoogte. De vluchtleider Kapitein Marke F. Gibson vloog samen met zijn wingman Kapitein Michael P. Foster toen zij door moeilijke weersomstandigheden voor visuele navigatie gedesoriënteerd raakten. De piloten waren tijdens hun vlucht een wolk ingevlogen op lage hoogte. Eerder kozen de piloten er op het laatste moment voor om op visuele navigatie te vliegen in plaats van gebruik te maken van de instrumenten van hun vliegtuigen. Kapitein Gibson slaagde erin om met zijn vliegtuig naar een veilige hoogte te manoeuvreren, maar Kapitein Foster stortte met zijn toestel neer tegen gebouwen aan de Stockder Strasse.

## Nasleep
De crash doodde in totaal 7 mensen en veroorzaakte verwondingen bij 50 mensen op de grond. Kapitein Foster, de piloot van de A-10, en 6 mensen op de grond kwamen om het leven. Twee woongebouwen en een kleine fabriek werden volledig verwoest door de impact en daaropvolgende brand.
Er werd vermoed dat het gecrashte toestel geladen zou zijn met munitie van verarmd uranium. Dit werd ontkend door de Amerikanen die zeiden dat het toestel alleen oefenmunitie bij zich had. De plaats van de crash werd afgezet en 70 ton grond werd van de crashplaats verwijderd en afgevoerd. Bij de afzetting stonden borden met daarop waarschuwingstekens voor radioactieve straling.
De materiële schade van de crash was in totaal ongeveer 13 miljoen DM. Dit bedrag werd voor 75% door de Amerikaanse luchtmacht, en voor 25% door de West-Duitse regering betaald.